# أمنيكون (ويسكونسن)
أمنيكون (بالإنجليزية: Amnicon, Wisconsin)‏ هي بلدة تقع بولاية ويسكونسن في الولايات المتحدة. تبلغ مساحتها 101.3 (كم²)، وترتفع عن سطح البحر 297 م، بلغ عدد سكانها 1074 نسمة في عام 2000 حسب إحصاء مكتب تعداد الولايات المتحدة وتصل الكثافة السكانية فيها 10.6 نسمة/كم2.

## وصلات خارجية
- townofamnicon.com
- The US50 - Cities and Towns in Wisconsin State
- Wisconsin Cities and Towns, Facts, Map, Flag, Colleges, Government, and More